# Росош (река)
Росош (рус. Россошь) мања је руска река која протиче јужним делом земље, односно северним делом Краснодарског краја и јужним делом Ростовске области. Најважнија је притока реке Ељбузд и део басена Азовског мора. 
Целом дужином тока тече преко северних делова Кубањско-приазовске низије. Настаје спајањем река Средњи и Мали Ељбузд недалеко од засеока Серебрјанка. Укупна дужина водотока је 41,6 km, односно 69 km уколико се рачуна од извора Средњег Ељбузда. 